# Heteronema ovale
Heteronema ovale ist eine meeresbewohnende Protisten-Art.

## Merkmale
Heteronema ovale bildet eiförmige, abgeflachte Zellen, 17 bis 25 Mikrometer groß. Die pellikulären Striae, feine rippenartige Verläufe auf der Außenhaut, verlaufen ventral wie dorsal S-Helix-förmig. Die Zellen weisen spezielle Verdauungsorganellen auf, Zellkern und Nahrungsvakuole befinden sich auf der linken Zellseite.
Heteronema ovale bewegen sich hauptsächlich durch Drehen und Schleudern auf dem Untergrund. Die zwei annähernd gleich langen Geißeln weisen die 1,3 bis 1,5-fache Länge der Zelle auf, während des Schwimmens weisen sie in verschiedene Richtungen. Die nach hinten weisende Geißel ist stärker gebaut als die nach vorn weisende und an ihrem Ansatz verdickt. 

## Lebensweise und Systematik
Heteronema ovale ist eine meeresbewohnende Art. Anhand der bisherigen Funde im tropischen wie subtropischen Australien, der Ostsee und vor der koreanischen Küste lässt sich eine weltweite Verbreitung annehmen. 
Sie können leicht verwechselt werden mit einigen anderen Arten der Gattung wie Heteronema exaratum oder Heteronema larseni, ihre Länge und die Gestalt ihres Endes ermöglicht eine Unterscheidung.

## Nachweise
- W.J. Lee: Some Free-living Heterotrophic Flagellates from Marine Sediments of Inchon and Ganghwa Island, Korea., Korean Journal of Biological Sciences, Bd. 6, S. 129, 2002